# 奥古斯特·科尔克
奥古斯特·伊万诺维奇·科尔克（俄语：А́вгуст Ива́нович Корк，1887年7月22日（8月3日）—1937年6月12日）是一位俄罗斯帝国军事专家。

## 生平
毕业于俄罗斯帝国总参学院，成为俄罗斯帝国陆军军官。在第一次世界大战期间担任参谋，主持西线战事。1918年6月加入红军，参加俄国内战。1919年7月担任红军第七军副司令，击败尤登尼奇；8月成为红军第十五军司令，参加波苏战争。1920年10月成为红军第六军司令击败白军的弗兰格尔。
内战结束之后担任白俄罗斯军区副司令员。1922年10月，率军平息巴斯玛奇运动。1927年加入布尔什维克。1928年-1929年派往德国担任苏联武官，从德国回国后，担任莫斯科军区司令。1935年成为伏龙芝军事学院院长（1935年－1937年）。1937年被卷入图哈切夫斯基案件中，被指控参与“反苏阴谋”被秘密逮捕判处死刑，遭到枪决。赫鲁晓夫执政时期于1957年1月13日被平反。